# Kvevri

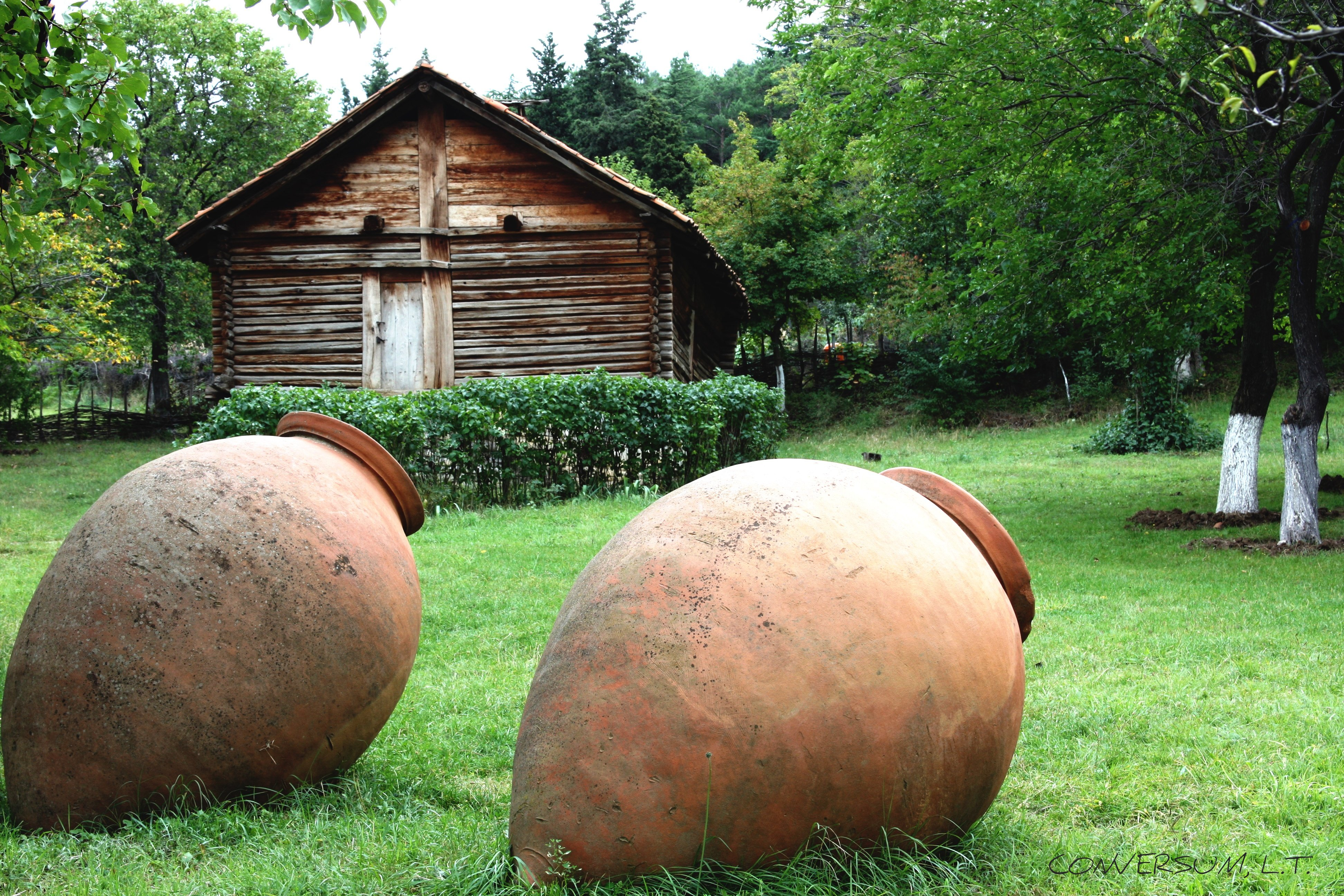
Kvevri

Kvevri (gruzínsky ქვევრი) je objemná keramická nádoba podobná amfoře, která se používá v Gruzii k výrobě vína tzv. kachetinskou metodou. V Arménii se jí říká karas, v západní části Gruzie čuri.
Podle vykopávek v oblasti Kvemo Kartli se kvevri používaly už v 6. tisíciletí př. n. l. Vyrábějí se z místní hlíny, která má díky vysokému obsahu stříbra antibakteriální účinky, povrch se po vypálení ošetří včelím voskem. Jejich rozměry sahají od několika desítek až po patnáct tisíc litrů. Sklizené hrozny se zpracují šlapáním a dají i s třepinami do kvevri, která se po ukončení bouřlivého kvašení utěsní a zakope do země ve sklepní místnosti zvané marani. Tím se zajistí zrání vína ve stabilní teplotě, které trvá nejméně půl roku, někdy však až dvacet let (na venkově bylo dříve zvykem, že se kvevri uložila do země při narození dítěte a vykopala při jeho svatbě). Teprve pak se kvevri vyzvedne, víno se stočí a z pevných zbytků se vypálí brandy. Díky ležení na slupkách a třapinách má víno výraznější chuť a vůni a také vyšší obsah resveratrolu.[nedostupný zdroj] Bílá vína vyrobená v kvevri mají sytou barvu, proto bývají označována také jako „oranžová vína“. V roce 2013 byl tradiční gruzínský způsob výroby vína zapsán UNESCO na seznam Mistrovských děl ústního a nehmotného dědictví lidstva. Světová banka zahájila dotační program na podporu výroby vína v kvevri.